# Кристијан Вилхелмсон
Кристијан Вилхелмсон (швед. Christian Wilhelmsson; Малме, 8. децембра 1979) је бивши шведски фудбалер који је играо на позицији левог крила.